# نیوآرک (کامیونیتی)، ویسکانسین
نیوآرک (به انگلیسی: Newark) یک منطقهٔ مسکونی در ایالات متحده آمریکا است که در نیوآرک واقع شده‌است. نیوآرک ۲۴۹٫۹۴ متر بالاتر از سطح دریا قرار دارد.